# Neophascogale lorentzi
Neophascogale lorentzi är en art i familjen rovpungdjur. Den förekommer i västra och centrala regioner av Nya Guinea. Arten är ensam i släktet Neophascogale.

## Beskrivning
Med sin långdragen och spetsig nos påminner djuret om spetsekorrar men den är inte närmare släkt med dessa. Den långa mjuka pälsen har en röd till rödbrun grundfärg med några vita hårstrå. Även öronens baksida och svansens spets är vita. Några enstaka individer var är helt svarta (melanism). Djuret når en kroppslängd mellan 17 och 23 centimeter och därtill kommer en ungefär lika lång svans.
Det är nästan ingenting känt om artens levnadssätt. Habitatet utgörs av Nya Guineas regnskogar 1 500 till 3 400 meter över havet. De vistas huvudsakligen på träd och har därför långa klor samt en tjock fotsula. Det antas att de delvis är aktiva på dagen och att de äter insekter eller eventuellt andra ryggradslösa djur.
Honor kan troligen para sig hela året. Kullar med upp till fyra ungar blev dokumenterade.
IUCN betraktar arten som livskraftig (least concern).